# 地安门内大街
39°55′50″N 116°23′47″E / 39.9306774°N 116.3963953°E
地安门内大街是位于中国北京市西城区东北部的一条大街。因位于北京皇城地安门内而得名。

## 简介

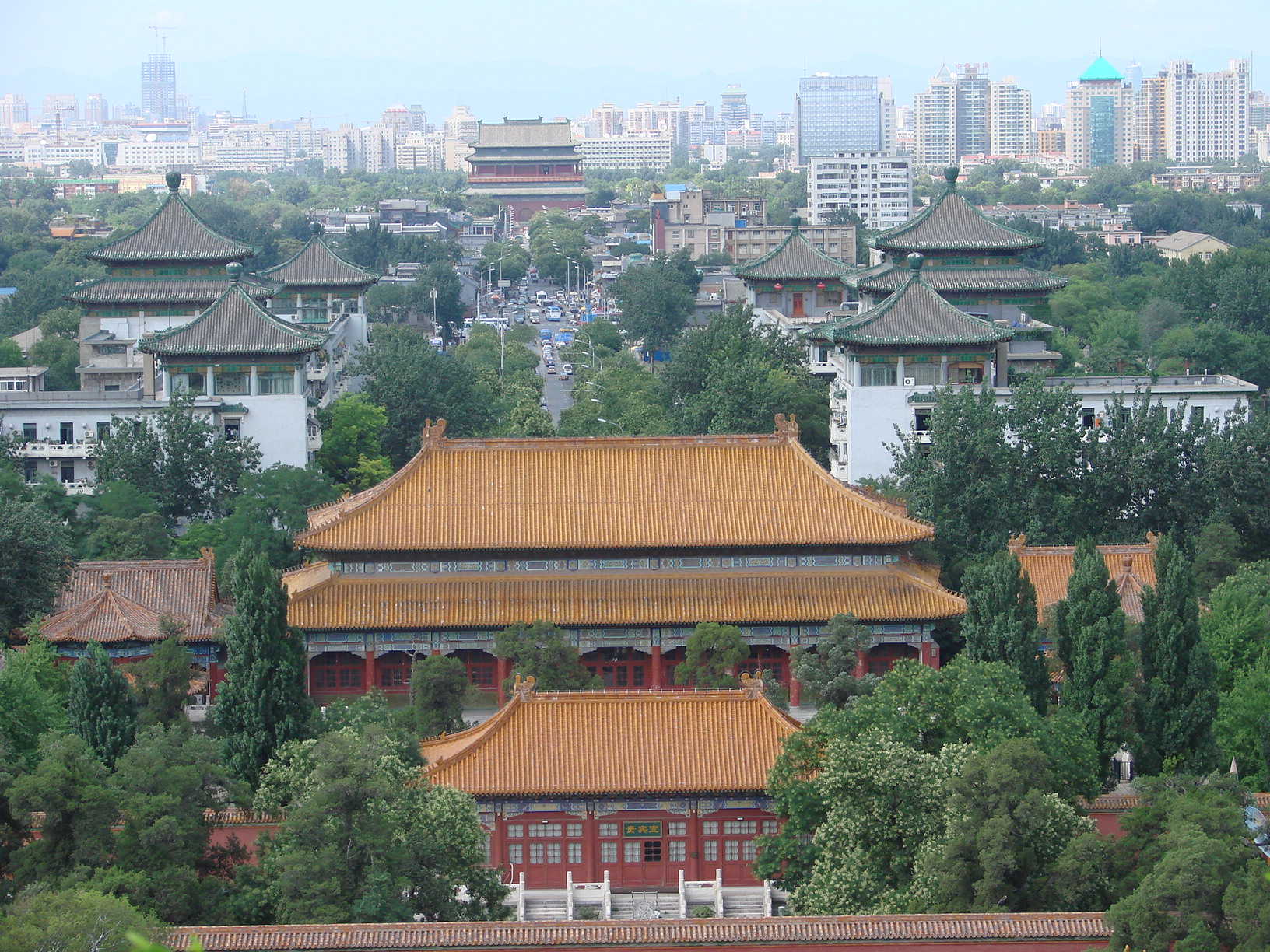
从景山眺望鼓楼，可见地安门内大街南端两侧的灰色仿古多层楼

地安门内大街北起地安门，与地安门外大街、地安门西大街、地安门东大街连接，南至景山后街。
地安门内大街与地安门外大街，旧时分为两段，以万宁桥（后门桥）为界。以北至鼓楼，明朝称“鼓楼下大街”，因在鼓楼之下而得名；清朝光绪《顺天府志》称“鼓楼大街”。以南，清朝称“地安门大街”（自万宁桥至景山后街，包括今地安门外大街南段以及今地安门内大街）。中华民国初年未变。后改以地安门为界，地安门以北称“地安门大街”，以南称“地安门内大街”。中华人民共和国时期，地安门以北改称“地安门外大街”，地安门以南仍称“地安门内大街”。
地安门内大街南端是景山公园。1950年代，大街南口两侧建有灰色的仿古多层楼，为中国人民解放军某部宿舍。大街北端两侧旧有雁翅楼， 1954年随地安门一道被拆除。地安门内大街东、西两侧，留存有红色的北京皇城城墙。